# 광역의회
광역의회(廣域議會)는 광역지방자치단체의 중심 사항을 최종 심의·결정하는 의결 기관을 말한다. 광역의회는 지방정부를 상대로 한 작은 국회라는 점에서 운영 방식과 권한, 의원의 임기 및 신분상 대우는 기초 의회와 비슷하지만, 견제 대상 자치 단체와 의회 사무국 조직이 크고, 상임 위원회를 둘 수 있으며, 기초 의회에 비해 연간 회의 개최 일수가 길고, 대상이 되는 자치 단체의 규모에 따라 사무국 조직이 크고 실무 책임을 사무국장(기초 의회에서는 사무 간사(幹事))이 맡는다는 것이 다르다.

## 같이 보기
- 기초의회
- 대한민국의 지방의회
- 도평의회
- 부군면협의회
- 지방자치